# Mistrzostwa krajów nizinnych w skokach narciarskich
Mistrzostwa krajów nizinnych w skokach narciarskich (ang. FIS Lowlanders Ski Jumping Championships) – rozgrywane w latach 1992–1993 w zachodnich Niemczech zawody mistrzowskie w skokach narciarskich odbywające się pod egidą Międzynarodowej Federacji Narciarskiej.

## Historia

### Tło
Na przełomie lat 80. i 90. XX wieku powstanie i rozwój stylu V doprowadził do zwiększania się rozmiaru skoczni używanych na najważniejszych zawodach. Jednocześnie FIS zaostrzył kryteria wymagane do udziału w zawodach najwyższej rangi w skokach narciarskich. Zmiany te doprowadziły do ograniczenia możliwości startów dla przedstawicieli słabszych sportowo w tej dyscyplinie krajów, ograniczając je głównie do Pucharu Europy. W związku z taką sytuacją FIS podjął działania mające na celu zorganizowanie, wzorem podobnych imprez w biegach narciarskich i narciarstwie alpejskim (cieszących się wówczas dużym zainteresowaniem ze strony uczestniczących w nich zawodników), zawodów mistrzowskich w skokach narciarskich przeznaczonych dla mieszkańców krajów nizinnych.

### Pierwsza edycja (1992)

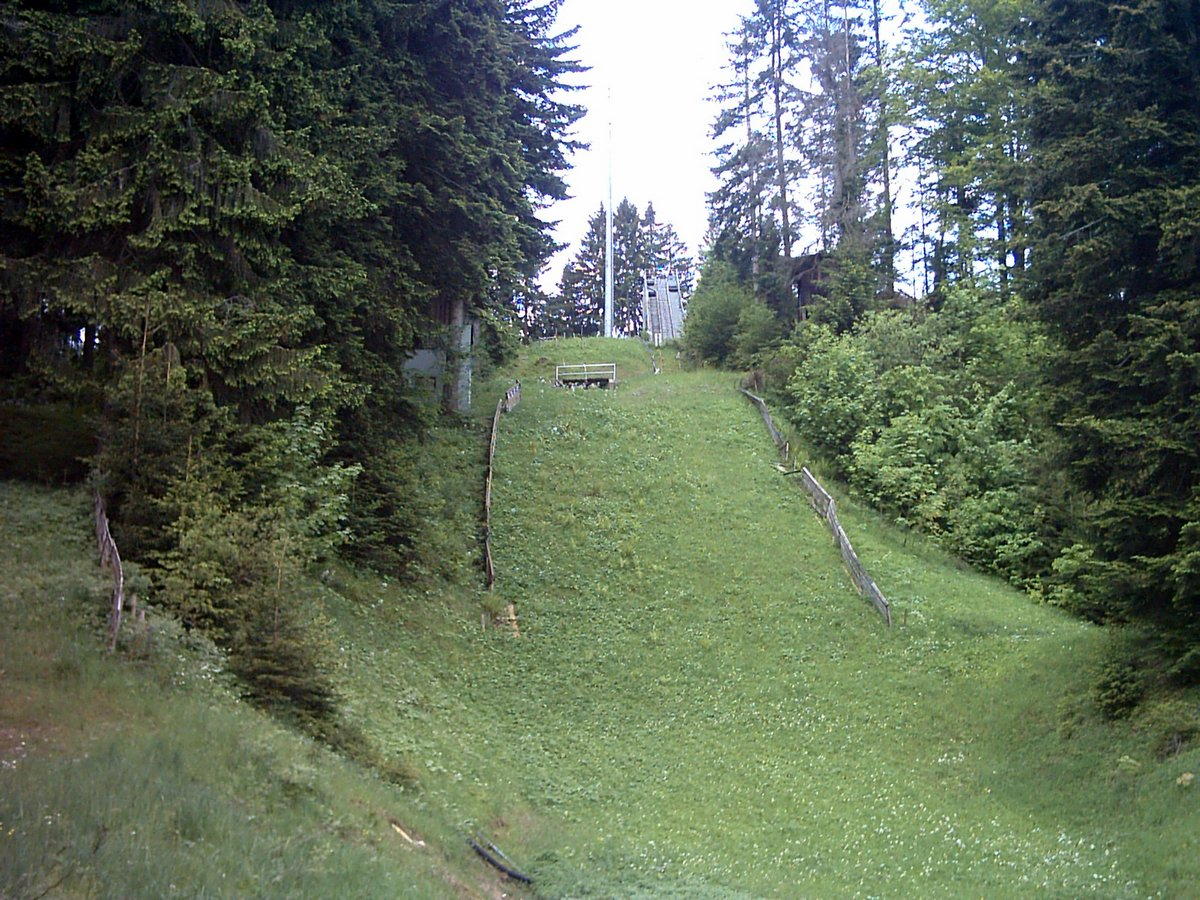
Felsenschanze (K-50) w Scheidegg

Pierwsza edycja imprezy odbyła się na początku marca 1992 w Scheidegg w Niemczech. W zawodach wystartowało 9 skoczków: trzech Brytyjczyków (w gronie tym zabrakło Eddiego Edwardsa, który nie wziął udziału w obu edycjach zawodów), pięciu Holendrów i jeden Ugandyjczyk (Dunstan Odeke, który upadł i odniósł kontuzję), a na starcie zabrakło Węgrów, którzy zrezygnowali z przyjazdu z powodu dużej odległości, jaką musieliby pokonać.
Zwycięstwo odniósł Brytyjczyk Alan Jones, który uzyskał odległości 43 i 41 metrów. Ze względu na brak publikacji pełnych wyników i rozbieżności w źródłach nie wiadomo kto oprócz niego stanął na podium – Tim Ashburner, który w latach 1986–1994 pełnił funkcję menedżera reprezentacji Wielkiej Brytanii w skokach narciarskich, w książce „The History of Ski Jumping” twierdzi, iż drugie miejsce w zawodach zajął Brytyjczyk Ben Freeth (o zdobyciu srebrnego medalu na stronie Fundacji Mike’a Campbella pisze również sam Freeth). Z kolei źródła niderlandzkojęzyczne miejsce to przypisują Holendrowi Maartenowi Homanowi.
Ze względu na wiosenną pogodę zeskok obiektu był źle przygotowany, co skutkowało licznymi upadkami – Jones i jego rodak Ben Freeth byli jedynymi zawodnikami, którzy ustali obie swoje próby. Najdalszy skok zawodów oddał Holender Peter van Hal, który uzyskał 48 metrów, jednak zaliczył upadek.
W ramach zawodów przyznano pierwsze w historii medale mistrzostw Holandii w skokach narciarskich – mistrzem tego kraju został mający wówczas 13 lat Maarten Homan, a także medale mistrzostw Wielkiej Brytanii, w których zwyciężył Alan Jones. Ponadto rozegrano również zawody w kombinacji norweskiej, w których także triumfował Jones.

### Druga edycja (1993)

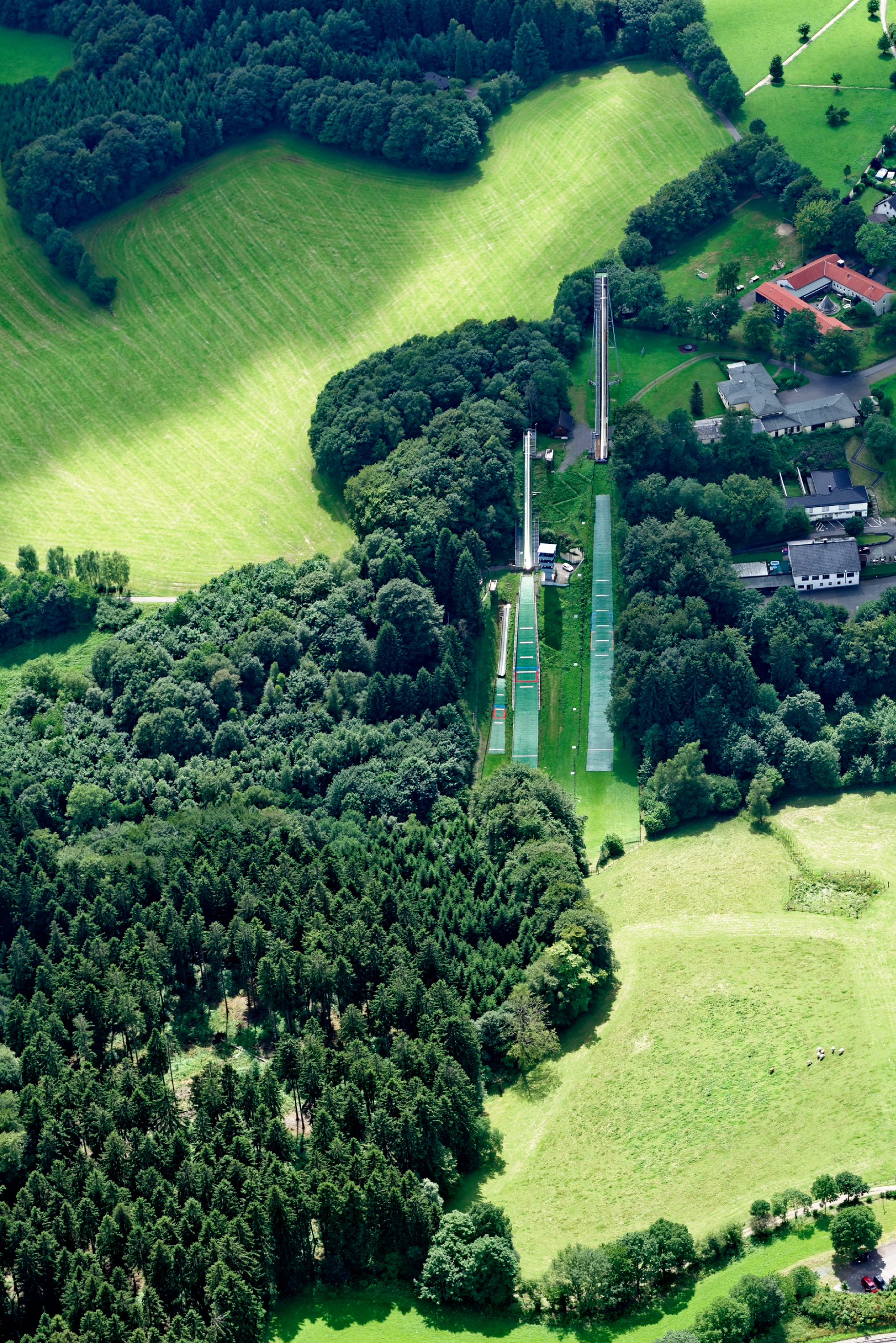
Meinhardus-Schanzen (K-62; po prawej) w Meinerzhagen

W związku z problemami z należytym przygotowaniem obiektu w 1992 roku w kolejnej edycji podjęto decyzję o przesunięciu zawodów na sezon letni i wykorzystaniu pokrytej igelitem skoczni Meinhardus-Schanze K-62 w Meinerzhagen.
Zwycięstwo w rozegranych 3 września 1993 zawodach odniósł Holender Peter van Hal, który w obu skokach uzyskał odległość 64 metrów. Srebrny medal zdobył Brytyjczyk James Lambert.
Podobnie jak w przypadku pierwszej edycji, tak i w odniesieniu do drugiej, ze względu na rozbieżności w źródłach i brak publikacji pełnych wyników istnieją wątpliwości co do tego kto zajął 3. pozycję – według Tima Ashburnera był to Ben Freeth, a według źródeł niderlandzkojęzycznych Holender Jarno Bor.
Zawody w 1993 były drugą i ostatnią w historii edycją mistrzostw krajów nizinnych w skokach narciarskich – w kolejnych latach impreza nie była już kontynuowana (w 1994, po braku uzyskania kwalifikacji na Zimowe Igrzyska Olimpijskie 1994, Freeth i Jones zakończyli uprawianie skoków narciarskich, ze sponsorowania Brytyjczyków wycofał się sponsor, a reprezentację Wielkiej Brytanii w tej dyscyplinie sportu rozwiązano).

## Wyniki
| Data            | Miejsce      | Skocznia                | 1. miejsce    | 2. miejsce                 | 3. miejsce             |
| --------------- | ------------ | ----------------------- | ------------- | -------------------------- | ---------------------- |
| marzec 1992     | Scheidegg    | Felsenschanze K-50      | Alan Jones    | Ben Freeth / Maarten Homan | brak danych            |
| 3 września 1993 | Meinerzhagen | Meinhardus-Schanze K-62 | Peter van Hal | James Lambert              | Ben Freeth / Jarno Bor |